# Bougainvillia fulva
Bougainvillia fulva är en nässeldjursart som beskrevs av Agassiz och Meyer 1889. Bougainvillia fulva ingår i släktet Bougainvillia och familjen Bougainvilliidae. Inga underarter finns listade i Catalogue of Life.